# Food Network (Pologne)
Pour les articles homonymes, voir Food Network.
 (février 2020).
Si vous disposez d'ouvrages ou d'articles de référence ou si vous connaissez des sites web de qualité traitant du thème abordé ici, merci de compléter l'article en donnant les références utiles à sa vérifiabilité et en les liant à la section « Notes et références ».
Food Network anciennement Polsat Food Network est une chaîne de télévision culinaire polonaise de groupe TVN. La chaîne a été lancée le 22 novembre 2012. Elle a été remplacée par Food Network le 1er janvier 2017.

## Histoire
Polsat Food Network a été lancée par le groupe Telewizja Polsat et Scripps Networks Interactive, le 22 novembre 2012. Elle diffuse des programmes culinaires. En 2016 TVN rachète la chaîne. Elle changera de nom pour vocation de Food Network. Elle devient Food Network, le 1er janvier 2017.

## Identité visuelle

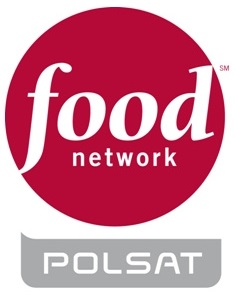
Logo de Polsat Food Network du 22 novembre 2012 au 31 décembre 2016.
Logo de Food Network depuis le 1er janvier 2017.